# جمعه سیزدهم (فیلم ۱۹۳۳)
جمعه سیزدهم (انگلیسی: Friday the Thirteenth) فیلمی در ژانر درام به کارگردانی ویکتور ساویل است که در سال ۱۹۳۳ منتشر شد. از بازیگران آن می‌توان به جسی متیوز، سانی هیل و رالف ریچاردسون اشاره کرد.